# لوك نوريس
لوك نوريس (بالإنجليزية: Luke Norris) (3 يونيو 1993 في المملكة المتحدة - ) هو لاعب كرة قدم بريطاني في مركز الهجوم. لعب مع بوريهام وود إف سي ونادي برينتفورد ونادي غيلينغهام ونادي نورثامبتون تاون وداغنهام وريدبريدج وHitchin Town F.C. ‏.

## وصلات خارجية
- لوك نوريس على موقع قاعدة بيانات كرة القدم.إي يو (الإنجليزية)
- لوك نوريس على موقع Soccerbase.com (لاعب) (الإنجليزية)
- لوك نوريس على موقع Soccerway.com (الإنجليزية)